# Charlotte-Jeanne de Waldeck-Wildungen
Pour les articles homonymes, voir Waldeck-Wildungen.
Charlotte-Jeanne de Waldeck-Wildungen, née le 13 décembre 1664 à Arolsen et décédée le 1er février 1699 à Hildburghausen, est la fille de Josias II de Waldeck-Wildungen et de Wilhelmine-Christine de Nassau-Siegen.

## Famille
Elle épouse le 2 décembre 1690 à Maastricht Jean-Ernest de Saxe-Saalfeld, fils d'Ernest Ier de Saxe-Gotha. Elle est sa seconde épouse. Ils ont huit enfants :
- Guillaume Frédéric de Saxe-Cobourg-Saalfeld (1691-1720) ;
- Charles Ernest de Saxe-Cobourg-Saalfeld (1692-1720) ;
- Sophie Wilhemine de Saxe-Cobourg-Saalfeld (1693-1727), épouse en 1720 Frédéric-Antoine de Schwarzbourg-Rudolstadt ;
- Henriette Albertine de Saxe-Cobourg-Saalfeld (1694-1695) ;
- Louise Émilie de Saxe-Cobourg-Saalfeld (1695-1713) ;
- Charlotte de Saxe-Cobourg-Saalfeld (1696-1696) ;
- François-Josias de Saxe-Cobourg-Saalfeld, duc de Saxe-Cobourg-Saalfeld ;
- Henriette Albertine de Saxe-Cobourg-Saalfeld (1698-1728).